# Лусось
Лусось — деревня в Можайском районе Московской области в составе сельского поселения Дровнинское. Численность постоянного населения по Всероссийской переписи 2010 года — 13 человек. До 2006 года Лусось входило в состав Дровнинского сельского округа.
Деревня расположена на западе района, примерно в 7 км к северо-западу от Уваровки, на правом берегу реки Лусянка, высота центра над уровнем моря 251 м. Ближайшие населённые пункты — Бражниково на юго-западе, Сытино и Аниканово — на севере.